# Blaubrustpitta
Die Blaubrustpitta (Erythropitta erythrogaster) auch Philippinen-Blaubrustpitta ist ein Sperlingsvogel aus der Gattung Erythropitta innerhalb der Familie der Pittas (Pittidae). Sie kommt auf den Philippinen vor. Es werden keine Unterarten unterschieden.
Die Bestandssituation der Blaubrustpitta wird von der IUCN als nicht gefährdet (least concern) eingestuft.

## Beschreibung

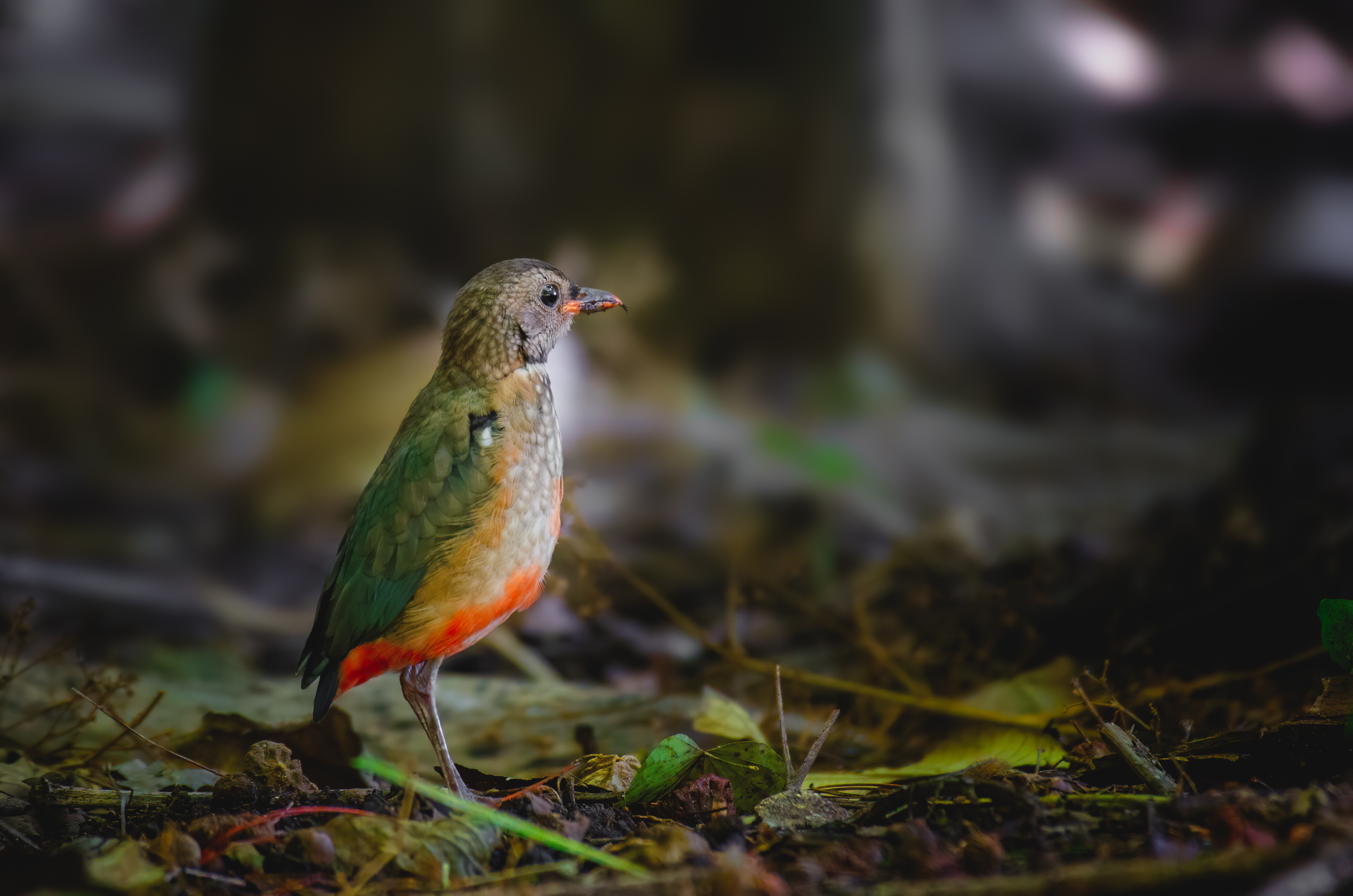
Junge Blaubrustpitta in Cagayan de Oro

Die Blaubrustpitta erreicht eine Körperlänge von 15,4 bis 18 Zentimetern und ein Gewicht zwischen 46 und 70 Gramm. Die Körperform ist typisch für Arten aus der Familie der Pittas. Die Beine sind hoch und kräftig. Der Stummelschwanz wirkt wie abgeschnitten. Der Schnabel ist mittellang und leicht nach unten gebogen. Der Kopf ist proportional zum Körper groß, der Hals dagegen so kurz, dass die Blaubrustpitta die für Pittas typische gedrungene Gestalt hat. Die Flügel sind kurz und abgerundet. Sie ragen anders als bei vielen anderen Pittas aber nicht über die Steuerfedern hinaus. Es besteht lediglich ein geringfügiger Geschlechtsdimorphismus: Die Weibchen sind etwas matter als die Männchen gefärbt und die Kehle ist weiß gefleckt. Der Schnabel ist bei beiden Geschlechtern schwarz mit einer helleren Spitze. Die Iris ist dunkelbraun. Die Füße und Beine sind braun bis blaugrau.
Der Kopf ist rotbraun, im Nacken ist das Gefieder etwas rötlicher. Ein leuchtend blauer Streifen grenzt am hinteren Hals das Kopfgefieder von dem dunkelgrünen vorderen Rücken- und Schultergefieder ab.  Der übrige Rücken und der Bürzel sind leuchtend Blau. Die Arm- und Handschwingen sind schwarzbraun und haben teils graublaue Spitzen und jeweils einen weißen Flecken auf der Innenfahne. Die kleinen Flügeldecken sind schwarzbraun, die mittleren und großen Flügeldecken sind blau mit einigen weißen Flecken.
Das Kinn ist blassbraun und geht an der Kehle in ein Dunkelbraun über. Während beim Männchen das Kehlgefieder lediglich etwas hellere Federmitten hat, ist diese Körperpartie beim Weibchen weiß gefleckt. Über die Vorderbrust verläuft bei beiden Geschlechtern ein breites Band, das in der Mitte glänzend blau und an den Brustseiten glänzend grün ist. Die untere Brust, der Bauch und die Unterschwanzdecken sind leuchtend rot.

## Verwechslungsmöglichkeiten
Im Verbreitungsgebiet der Blaubrustpitta kommt auch die Kappenpitta vor, die die gleichen Lebensräume wie diese Art besiedelt. Die Kappenpitta hat einen rein schwarzen Kopf mit einer rötlich braunen Kappe und lässt sich daran von der Blaubrustpitta unterscheiden.

## Verbreitungsgebiet und Lebensraum
Die Blaubrustpitta kommt auf den Philippinen inklusive der weit im Westen liegenden philippinischen Inseln Palawan und Balabac vor. Der präferierte Lebensraum sind dichte Wälder, wobei sie neben Primärwäldern auch Sekundärwälder besiedelt. Sie kommt außerdem in Bambushainen und Dickichten entlang von Fließgewässern vor. Die Höhenverbreitung ist auf den einzelnen philippinischen Inseln unterschiedlich. Auf Luzon reicht die Höhenverbreitung bis auf 610, auf Sibuyan kommt sie dagegen bis auf 858 Höhenmetern vor. Auf Negros wurden Blaubrustpittas noch in Höhenlagen von 1250 Metern beobachtet. Auf dieser Insel sind Wälder mit einer geschlossenen Baumkronenschicht jedoch selten und erst ab dieser Höhenlage anzutreffen.

## Lebensweise
Die Blaubrustpitta frisst eine große Bandbreite an Insekten und ihren Larven. Lediglich Ameisen werden von ihr nicht gefressen. Nach einigen Berichten soll sie auch grüne Pflanzenteile fressen, zum Beispiel frische Maissaat, dies ist jedoch noch nicht hinreichend untersucht.
Ihre Nahrung findet diese Pitta-Art ausschließlich auf dem Boden, indem sie die dort liegende Laubschicht durchsucht. Sie setzt dabei ähnlich wie eine Drossel ihren Schnabel ein.
Die Brutzeit ist noch nicht hinreichend untersucht. Auf Luzon sind brütende Blaubrustpitta im August und auf Palawan im September beobachtet worden. Jungvögel wurden auf Luzon auch noch im Dezember beobachtet. Das Nest befindet sich gewöhnlich auf dem Erdboden und wird häufig direkt in der Nähe eines Baumstammes gebaut. Sehr selten wird das Nest auch auf einem niedrigen Ast oder einem Baumstumpf errichtet. Das Gelege besteht gewöhnlich aus zwei Eiern. Brutdauer und Nestlingszeit sind bislang noch wenig untersucht.

## Einzelbelege
1. 1 2   Handbook of the Birds of the World zur , aufgerufen am 21. Juni 2017
2. ↑   Erritzoe & Erritzoe: "Pittas of the World". S. 118.
3. 1 2   Erritzoe & Erritzoe: "Pittas of the World". S. 119.
4. 1 2   Erritzoe & Erritzoe: "Pittas of the World". S. 121.